# Felsőviznice
Felsőviznice település Ukrajnában, Kárpátalján, a Munkácsi járásban.

## Fekvése
Munkácstól északra, Erdőpatak és Kiscserjés közt fekvő település. Keresztülfolyik rajta a Viznice.

## Története
1910-ben 913 lakosából 20 magyar, 59 német, 834 ruszin volt. Ebből 19 római katolikus, 845 görögkatolikus, 49 izraelita volt.
A trianoni békeszerződés előtt Bereg vármegye Latorczai járásához tartozott.